# Leichtathletik-Länderkampf der Männer 1978 BR Deutschland – Finnland
| 15. Leichtathletik-Länderkampf mit bundesdeutscher Beteiligung 1978 | 15. Leichtathletik-Länderkampf mit bundesdeutscher Beteiligung 1978 |
| ------------------------------------------------------------------- | ------------------------------------------------------------------- |
|                                                                     |                                                                     |
| Ländervergleich der Männer: BR Deutschland – Finnland               |                                                                     |
| Austragungsort                                                      | Lüdenscheid                                                         |
| Wettbewerbe                                                         | 20                                                                  |
| Datum                                                               | 13./14. September                                                   |
| 1. FRG 2. FIN                                                       | 118 Punkte 094 Punkte                                               |
| Chronik                                                             |                                                                     |
| ← SUI-FRG-YUG (M)                                                   | FRG-FIN (F) →                                                       |

Im fünfzehnten Vergleich des Länderkampfjahres 1978 trafen die bundesdeutschen Männer auf Finnland. Die letzte Begegnung zwischen den beiden Ländern hatte 1975 als Veranstaltung mit Polen als drittem Teilnehmer stattgefunden, in der jedoch getrennte Wertungen zwischen jeweils zwei Nationen vorgenommen worden waren – die Bundesrepublik Deutschland hatte beide Vergleiche für sich entschieden. Der Ausgang zahlreicher vorangegangener Länderkämpfe zwischen Deutschland und Finnland war sehr eng gewesen. In der Zwischenbilanz lag Deutschland gegen Finnland mit acht zu drei vorn. Das diesjährige Aufeinandertreffen wurde am 13./14. September in Lüdenscheid ausgetragen. Gleichzeitig fand am selben Ort auch ein Länderkampf der Frauen gegen Finnland statt.

## Modus
Auf dem Programm standen die bei Länderkämpfen üblichen zwanzig Disziplinen. Aus dem olympischen Wettbewerbskatalog fehlten nur der Marathonlauf, die beiden Disziplinen im Straßengehen und der Zehnkampf. Die Wertung erfolgte nach dem Standardsystem.

## Ergebnis
Entschieden wurde dieses Duell in den Läufen. Hier gewann die Bundesrepublik sechs Wettbewerbe bei fünf Doppelerfolgen. Finnland kam auf vier Siege in den Einzelläufen ohne Doppelerfolg. Auch die beiden Staffeln gingen an das bundesdeutsche Team. In der Kategorie Sprung entschieden beide Mannschaften bei jeweils einem Doppelerfolg je zwei Disziplinen für sich. Auch im Bereich Wurf/Stoß sicherten sich beide Teams je zwei Wettbewerbe, Die Bundesrepublik erzielte dabei einen Doppelerfolg, was Finnland nicht gelang. Damit gewannen die bundesdeutschen Athleten diesen Länderkampf mit 118 zu 94 Punkten.

## Resultate

### 100 m
| Platz | Athlet          | Land | Zeit (s) |
| ----- | --------------- | ---- | -------- |
| 1     | Werner Bastians | FRG  | 10,64    |
| 2     | Bruno Werner    | FRG  | 10,75    |
| 3     | Jukka Sulalampi | FIN  | 10,96    |
| 4     | Tapani Turunen  | FIN  | 10,97    |

Datum: 13. September

### 200 m
| Platz | Athlet                 | Land | Zeit (s) |
| ----- | ---------------------- | ---- | -------- |
| 1     | Franz-Peter Hofmeister | FRG  | 21,39    |
| 2     | Werner Bastians        | FRG  | 21,63    |
| 3     | Jukka Sulalampi        | FIN  | 21,83    |
| 4     | Hannu Mäkelä           | FIN  | 22,03    |

Datum: 14. September

### 400 m
| Platz | Athlet            | Land | Zeit (s) |
| ----- | ----------------- | ---- | -------- |
| 1     | Lothar Krieg      | FRG  | 46,23    |
| 2     | Bernd Herrmann    | FRG  | 46,96    |
| 3     | Heikki Hämäläinen | FIN  | 47,37    |
| 4     | Esa Jokinen       | FIN  | 47,69    |

Datum: 13. September

### 800 m
| Platz | Athlet         | Land | Zeit (min) |
| ----- | -------------- | ---- | ---------- |
| 1     | Willi Wülbeck  | FRG  | 1:47,6     |
| 2     | Jorma Härkönen | FIN  | 1:48,3     |
| 3     | Uwe Becker     | FRG  | 1:48,8     |
| 4     | Heino Lipsanen | FIN  | 1:49,2     |

Datum: 14. September

### 1500 m
| Platz | Athlet             | Land | Zeit (min) |
| ----- | ------------------ | ---- | ---------- |
| 1     | Antti Loikkanen    | FIN  | 3:42,1     |
| 2     | Thomas Wessinghage | FRG  | 3:42,5     |
| 3     | Ari Paunonen       | FIN  | 3:42,7     |
| 4     | Anton Kirschbaum   | FRG  | 3:51,2     |

Datum: 13. September

### 5000 m
| Platz | Athlet          | Land | Zeit (min) |
| ----- | --------------- | ---- | ---------- |
| 1     | Martti Vainio   | FIN  | 13:37,6    |
| 2     | Detlef Uhlemann | FRG  | 13:38,5    |
| 3     | Karl Fleschen   | FRG  | 13:51,8    |
| 4     | Hannu Okkola    | FIN  | 15:02,6    |

Datum: 14. September

### 10.000 m
| Platz | Athlet               | Land | Zeit (min) |
| ----- | -------------------- | ---- | ---------- |
| 1     | Christoph Herle      | FRG  | 28:15,3    |
| 2     | Hans-Jürgen Orthmann | FRG  | 28:15,6    |
| 3     | Martti Kiilholma     | FIN  | 29:45,3    |
| 4     | Pekka Päivärinta     | FIN  | 30:43,3    |

Datum: 13. September

### 110 m Hürden
| Platz | Athlet          | Land | Zeit (s) |
| ----- | --------------- | ---- | -------- |
| 1     | Arto Bryggare   | FIN  | 13,62    |
| 2     | Dieter Gebhard  | FRG  | 13,83    |
| 3     | Reijo Byman     | FIN  | 14,23    |
| 4     | Wilfried Kessel | FRG  | 14,61    |

Datum: 14. September

### 400 m Hürden
| Platz | Athlet        | Land | Zeit (s) |
| ----- | ------------- | ---- | -------- |
| 1     | Harald Schmid | FRG  | 48,88    |
| 2     | Axel Salander | FRG  | 51,08    |
| 3     | Keijo Lilie   | FIN  | 52,58    |
| 4     | Raimo Manen   | FIN  | 54,71    |

Datum: 13. September

### 3000 m Hindernis
| Platz | Athlet              | Land | Zeit (min) |
| ----- | ------------------- | ---- | ---------- |
| 1     | Ismo Toukonen       | FIN  | 8:33,1     |
| 2     | Michael Karst       | FRG  | 8:36,8     |
| 3     | Manfred Schoeneberg | FRG  | 8:41,5     |
| 4     | Tapio Kantanen      | FIN  | 8:47,4     |

Datum: 14. September

### 4 × 100 m Staffel
| Platz | Besetzung      | Land                                                           | Zeit (s) |
| ----- | -------------- | -------------------------------------------------------------- | -------- |
| 1     | BR Deutschland | Werner Bastians Dieter Gebhard Bruno Werner Georg Gath         | 39,80    |
| 2     | Finnland       | Jukka Sulalampi Carl-Erik Bergman Markku Juhola Tapani Turunen | 45,80    |

Datum: 13. September

### 4 × 400 m Staffel
| Platz | Besetzung      | Land                                                               | Zeit (min) |
| ----- | -------------- | ------------------------------------------------------------------ | ---------- |
| 1     | BR Deutschland | Hartmut Weber Franz-Peter Hofmeister Bernd Herrmann Martin Weppler | 3:09,0     |
| 2     | Finnland       | Esa Merikallio Hannu Mäkelä Jaakko Kemola Esa Jokinen              | 3:12,6     |

Datum: 14. September

### Hochsprung
| Platz | Athlet           | Land | Höhe (m) |
| ----- | ---------------- | ---- | -------- |
| 1     | Andre Schneider  | FRG  | 2,20     |
| 2     | Carlo Thränhardt | FRG  | 2,20     |
| 3     | Juha Porkka      | FIN  | 2,05     |
| 4     | Seppo Marionen   | FIN  | 2,05     |

Datum: 14. September

### Stabhochsprung
| Platz | Athlet           | Land | Höhe (m) |
| ----- | ---------------- | ---- | -------- |
| 1     | Antti Kalliomäki | FIN  | 5,40     |
| 2     | Günther Lohre    | FRG  | 5,40     |
| 3     | Rauli Pudas      | FIN  | 5,00     |
| 4     | Gerald Heinrich  | FRG  | 4,90     |

Datum: 14. September

### Weitsprung
| Platz | Athlet           | Land | Weite (m) |
| ----- | ---------------- | ---- | --------- |
| 1     | Jens Knipphals   | FRG  | 7,67      |
| 2     | Esko Elsilä      | FIN  | 7,48      |
| 3     | Pentti Raitanen  | FIN  | 7,41      |
| 4     | Winfried Klepsch | FRG  | 7,39      |

Datum: 13. September

### Dreisprung
| Platz | Athlet            | Land | Weite (m) |
| ----- | ----------------- | ---- | --------- |
| 1     | Stefan von Gerich | FIN  | 15,68     |
| 2     | Hannu Puhakka     | FIN  | 15,55     |
| 3     | Wolfram Walther   | FRG  | 15,43     |
| 4     | Dieter Eckert     | FRG  | 15,24     |

Datum: 13. September

### Kugelstoßen
| Platz | Athlet             | Land | Weite (m) |
| ----- | ------------------ | ---- | --------- |
| 1     | Reijo Ståhlberg    | FIN  | 20,21     |
| 2     | Ferdinand Schladen | FRG  | 19,19     |
| 3     | Matti Yrjölä       | FIN  | 18,27     |
| 4     | Josef Forst        | FRG  | 17,83     |

Datum: 13. September

### Diskuswurf
| Platz | Athlet         | Land | Weite (m) |
| ----- | -------------- | ---- | --------- |
| 1     | Markku Tuokko  | FIN  | 62,92     |
| 2     | Alwin Wagner   | FRG  | 61,12     |
| 3     | Juhani Tuomola | FIN  | 58,36     |
| 4     | Thomas Berlep  | FRG  | 57,00     |

Datum: 14. September

### Hammerwurf
| Platz | Athlet          | Land | Weite (m) |
| ----- | --------------- | ---- | --------- |
| 1     | Karl-Hans Riehm | FRG  | 76,08     |
| 2     | Manfred Hüning  | FRG  | 75,06     |
| 3     | Harri Huhtala   | FIN  | 73,66     |
| 4     | Juha Tiainen    | FIN  | 69,82     |

Datum: 14. September

### Speerwurf
| Platz | Athlet            | Land | Weite (m) |
| ----- | ----------------- | ---- | --------- |
| 1     | Michael Wessing   | FRG  | 88,22     |
| 2     | Pentti Sinersaari | FIN  | 88,12     |
| 3     | Mauri Auvinen     | FIN  | 76,96     |
| 4     | Josef Forst       | FRG  | 42,42     |

Datum: 13. September